# Ranch

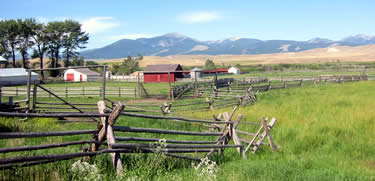
Ranch in de Amerikaanse staat Montana

Een ranch is een uitgestrekt gebied, inclusief de gebouwen die zich hierop bevinden, dat hoofdzakelijk gebruikt wordt voor het fokken van grazend vee zoals koeien of schapen, wat men ranching noemt. Op ranches fokt men ook minder alledaags vee, zoals de wapiti, de Amerikaanse bizon, en zelfs struisvogels, emoes en alpaca's. De term ranching verwijst vooral naar de extensieve veeteelt in het westen van de Verenigde Staten of Canada, hoewel er elders ook ranches zijn. De veefokker krijgt de benaming stockgrower of rancher.
Een ranch is normaliter een groot stuk land, maar in principe kunnen ranches alle groottes aannemen. In het westen van de VS bestaan veel ranches uit een combinatie van privéland en land dat beheerd wordt door het federale Bureau of Land Management maar waarvoor een graasovereenkomst bestaat. Als er op de ranch ook vruchtbaar of geïrrigeerd land is, kan er naast veeteelt ook aan akkerbouw gedaan worden.
Met de termen guest ranch of dude ranch worden ranches bedoeld die uitsluitend voor toeristen uitgebaat worden. Sommige ranches hebben er, vooral om economische redenen, voor gekozen om enkele toeristische diensten aan te bieden, zoals paardrijtochten, vee drijven of gegidst jagen.
Ranches maken deel uit van de iconografie van het Amerikaanse Wilde Westen, zoals die onder andere tot uiting komt in westernfilms.